# Badia de Porto Grande
La badia de Porto Grande, també coneguda com a badia de Mindelo (en portuguès: Baía do Porto Grande) és una badia de la costa nord de l'illa de São Vicente, a Cap Verd. La principal ciutat de São Vicente, Mindelo, està situada a la badia. La badia de Porto Grande és un port profund natural, format per un cràter volcànic subaquàtic d'uns 4 km de diàmetre, amb una superfície d'uns 20 km² i una profunditat d'entre 15 i 30 m. Està delimitat pels caps de la Ponta João Ribeiro al nord-est i de Morro Branco a l'oest. S'obre al nord-oest cap al Canal de São Vicente, el canal que separa les illes São Vicente i de Santo Antão. La petita illa rocosa Ilhéu dos Pássaros està situada al nord de la badia.
La badia és considerada una de les set meravelles de Cap Verd, i l'any 2013 fou considerada una de les badies més boniques del món.

## Història
Durant la darrera Edat Glacial, existia una petita caldera envoltada per un anell al nord i a l'oest, i pertanyia a l'anomenada "Illa Nord-oest" quan els nivells del mar eren uns 150 m més baixos. Un cop el nivell del mar era uns 25 m més baix, la caldera es va inundar i va formar la badia de Porto Grande. Inicialment, la península del nort tenia forma de ganxo, abans que el nivell del mar arribés als valors actuals, i l'Ilhéu dos Pássaros es va formar després de separar-se de l'illa. Tant l'illa com la badia van ser explorats i cartografiats per primer cop el 22 de gener de 1462, el dia de Sant Vicenç. Mindelo fou fundat el 1795 juntament amb el seu petit port, a mitjans del segle xix. Inicialment, s'hi va construir un dipòsit de carbó per subministrar els vaixells que feien rutes atlàntiques. Els britànics van ampliar el port i també feien servir Cap Verd com a estació d'emmagatzematge per al carbó importat. També a mitjans del segle xix, es van instal·lar cables telegràfics a dos punts: un al sud-oest de l'Ilhéu dos Pássaros i l'altre al nord-est, que passava a mitjan camí entre la Punta Ribeira Julião i l'illot. Porto Grande era un port força petit i estava integrat dintre de la ciutat; amb l'ampliació de l'any 1962, va acabar tenint la figura d'una F mirant cap a l'oest.

## Ampliacions
El port ha sofert algunes ampliacions. Una d'elles va tenir lloc durant l'any 1997, com a part del projecte de modernització de Porto Grande, amb la qual es van afegir 1.750 m de molls. Les obres han ampliat la superfície del port a uns 45.000 m² i conté una estació marítima i una terminal de passatgers. L'ampliació més recent es va realitzar a la part nord l'any 2014, i encara està en curs. La localització d'aquesta ampliació és al nord-est i a l'oest de l'Avenida Marginal.

## Galeria

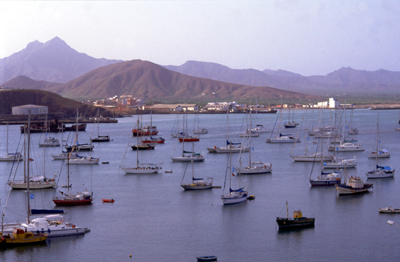
Porto Grande.
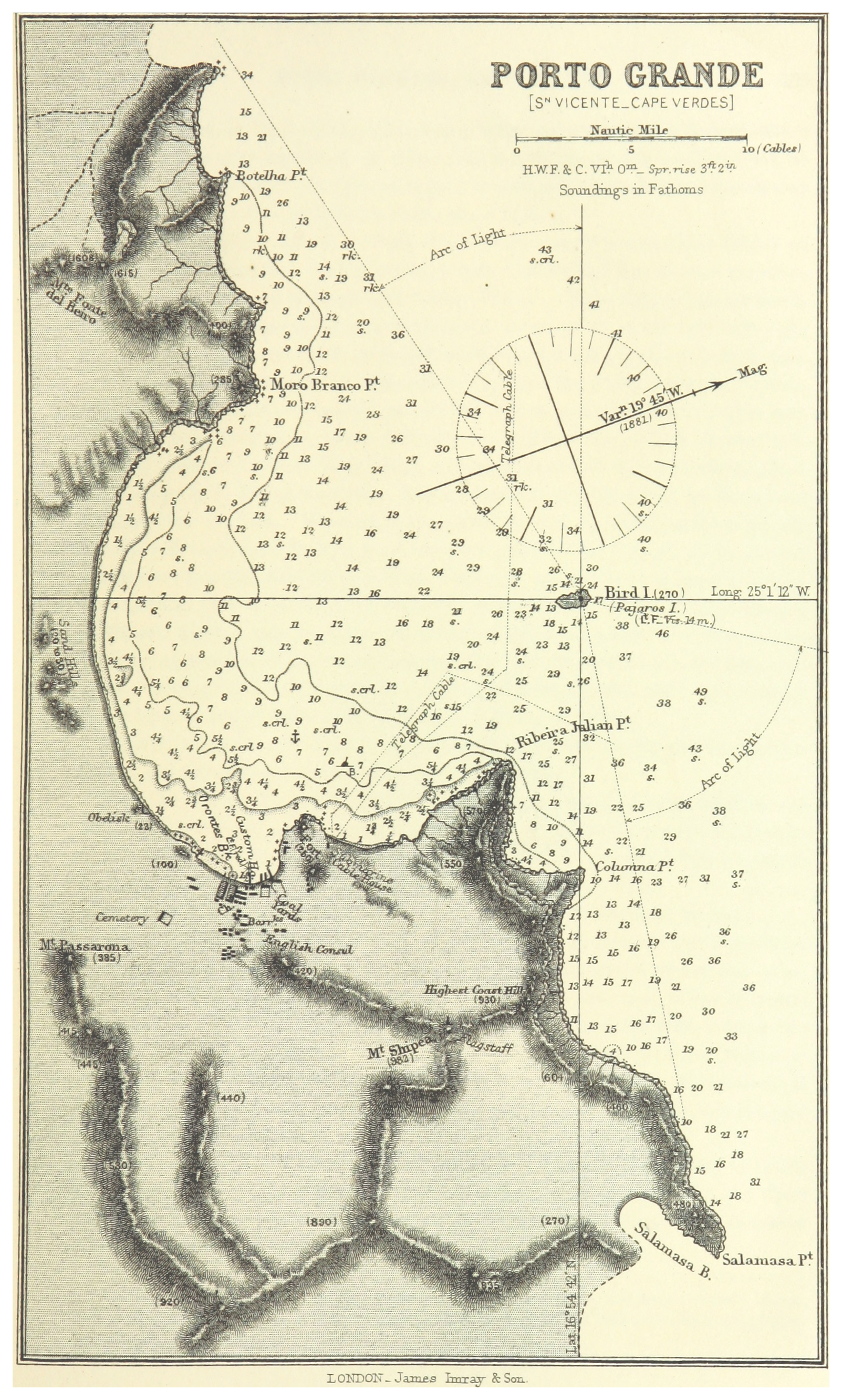
Carta nàutica de la Badia de Porto Grande, de l'any 1884.
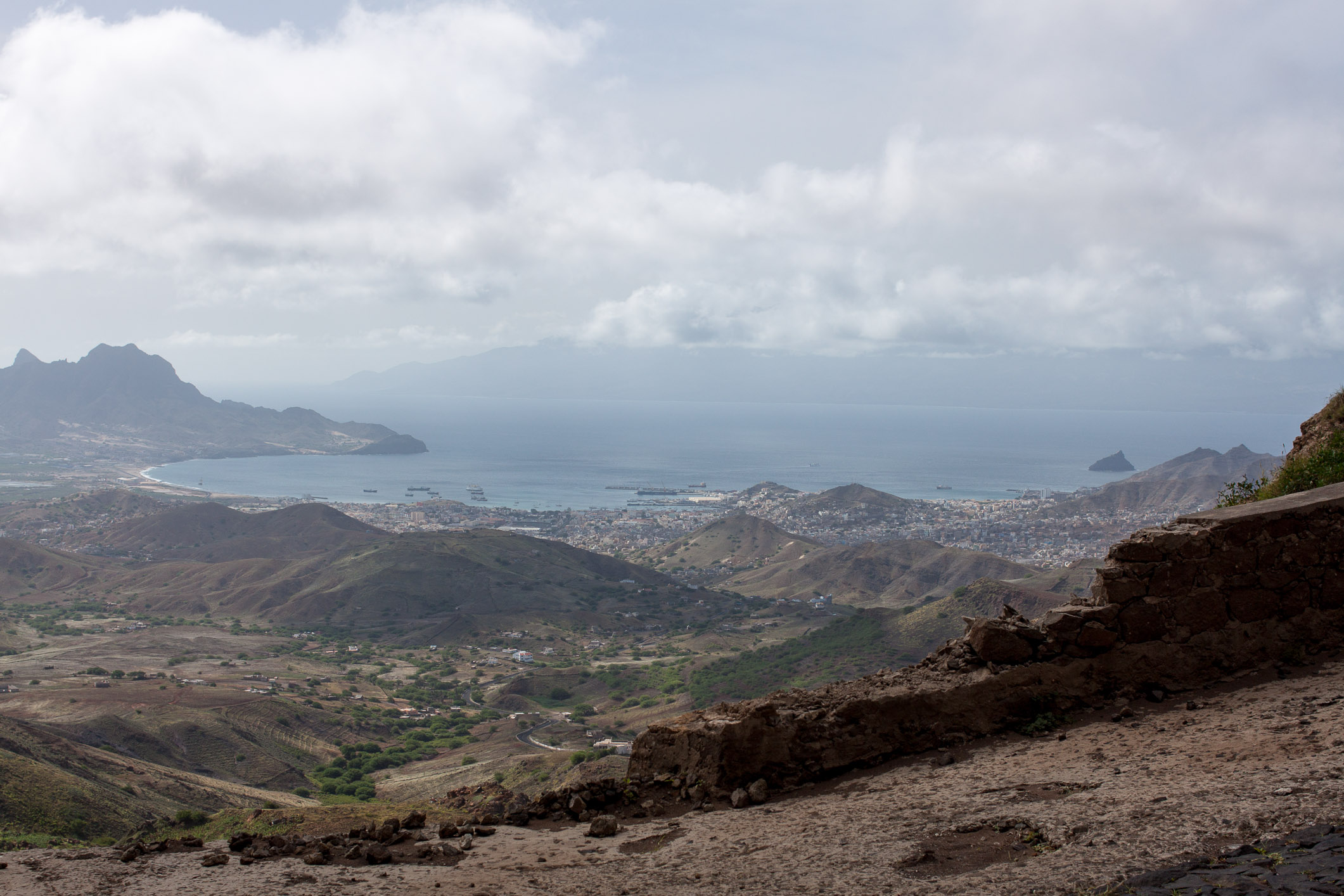
La ciutat de Mindelo amb una vista de la seva badia.
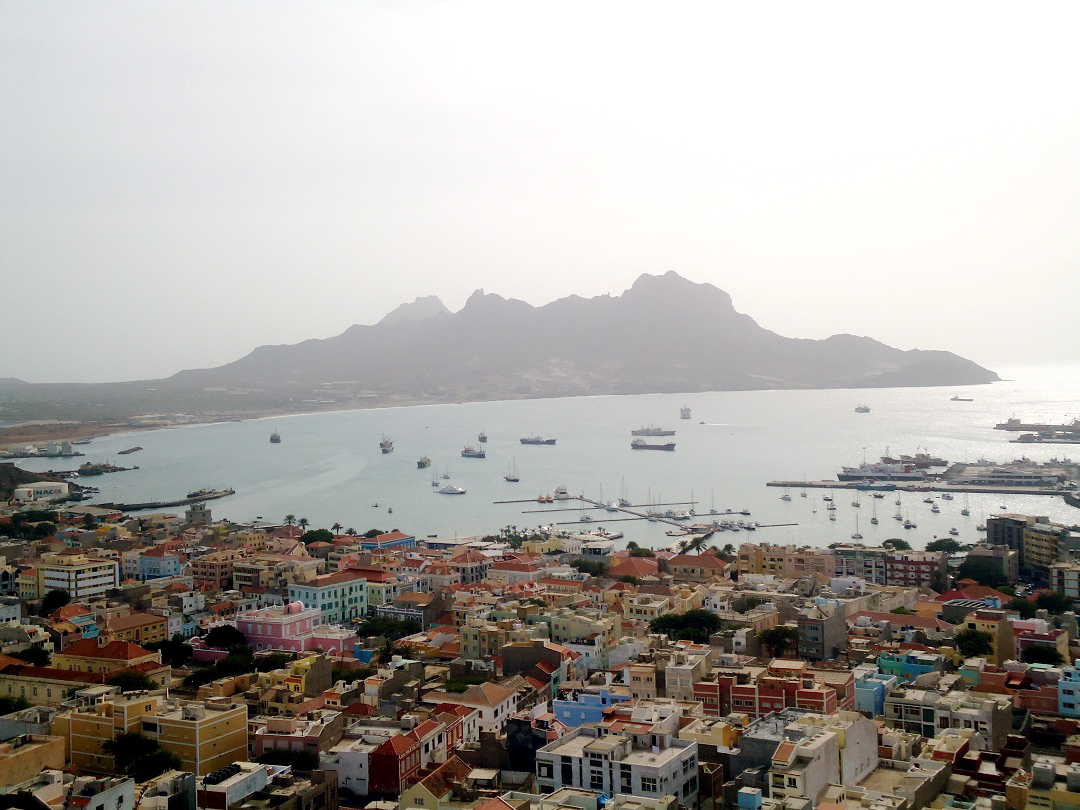
La badia de Porto Grande amb Monte Cara.